# Квир Монтенегро
Црногорска ЛГБТ асоцијација Квир Монтенегро је невладина организација основана је у октобру 2012, а регистрована у марту 2013. године у Подгорици. Организацију Квир Монтенегро чине и дугогодишњи активисти и активисткиње за заштиту људских права, доказани професионалци и професионалке из различитих области друштвеног живота и различитих специјалности.

## Историјат групе
Црногорска ЛГБТ асоцијација Квир Монтенегро настала је из неформалне ЛГБТ активистичке групе „Квир Бригада“ која је била препозната по својим упечатљивим акцијама и пеформансима на пољу људских права у Црној Гори.
Идеја за оснивање организације настала је из жеље да се на нов и другачији начин приступи промоцији и заштити људских права ЛГБТИК особа, са посебним нагласком на утврђивање и решавање стварних, свакодневних, потреба и животних проблема ЛГБТ особа и њихових пријатеља и породица.

## Циљеви организације
Циљ организације укључује изградњу широког црногорског ЛГБТ покрета који ће се активно и трајно борити за заштиту људских права, сузбијање хомофобије и трансфобије, постизање пуне правне и социјалне једнакости и потпуно прихватање ЛГБТ особа од стране опште популације. Један од цилјева јесте и видљивост и партиципација ЛГБТ особа у процесима доношења одлука и креирања политика које се тичу људских права; континуираног и несметаног одржавања фестивала квир уметности и културе и других манифестација, као и побољшања здравствених услуга.

## Методи дјеловања организације
Организација остварује програмске циљеве својим укупним деловањем у јавном животу, а бави се: јавним заговарањем и лобирањем заштите људских права ЛГБТИК особа на националном, европском и интернационалном нивоу; подржавањем и учествовањем у организовању јавних окупљања ЛГБТИК особа , Приде манифестација и Поворке поноса у нашој земљи, региону и иностранству у циљу повећања видљивости ЛГБТ особа и заговарања заштите људских права; сензибилисање јавности ради промоције интереса и унапређивања положаја ЛГБТИК особа; подстицањем самоорганизовања младих ЛГБТ особа ради остваривања њихових права; пружањем бесплатне правне помоћи и психосоцијалне подршке и саветовање ЛГБТ особа; организовањем радионица, курсева, предавања, семинара, трибина, конгреса и других активности; организовањем фестивала куеер уметности и културе и других манифестација .

## Монтенегро прајд
НВО Квир Монтенегро 20. октобра 2013. године организовала је прву Поворку поноса у Црној Гори.